# نادي ليلستروم
نادي ليلستروم الرياضي (بالنرويجية: Lillestrøm SK) هو نادي كرة قدم نرويجي من مدينة ليلستروم. تأسس في عام 1917 نتيجة دمج ناديين محليين. يستضيف مبارياته البيتية ملعب أوروسن الذي تبلغ طاقته الاستيعابية 12,250 متفرج.

## روابط خارجية
- الموقع الرسمي